# Teresa Arredondo y Ramírez de Arellano
Teresa Arredondo y Ramírez de Arellano   (Múrcia, segle XIX - Madrid, 29 de desembre de 1863) va ser una artista espanyola, coneguda per haver estat la segona muller de l'infant Francesc de Paula de Borbó.
Natural de Múrcia. Era d'ascendència cubana, membre de la família dels comtes de Vallellano. Era filla de Rosendo Arredondo i Francisca Ramírez de Arellano. Vers 1846, era una coneguda cantant de teatre i ballarina. Probablement per aquesta activitat va conèixer a l'infant Francesc de Paula, oncle de la reina Isabel II, que era aficionat a les arts, especialment la pintura i la música, i que ben aviat li va proposar matrimoni. La unió, de caràcter morganàtic, es va celebrar el 19 de desembre de 1852, i malgrat ser desigual, va comptar amb l'aprovació de la reina, motivat segurament perquè Arredondo estava embarassada.
El matrimoni va viure sense sobresalts i l'infant va posar ordre en la vida confusa que havia portat fins aleshores. Van fixar la seva residència al palau de San Juan, al recinte del Retiro de Madrid, allunyant-se de la cort. Arredondo era una persona discreta i sense ambicions, i no va reclamar mai el cognom Borbó per al seu fill, a qui no li corresponia. El seu fill, Ricardo María, nascut pocs dies després de la boda, va ser creat duc de San Ricardo l'11 d'octubre de 1864, en la carta de concessió del qual és anomenat exclusivament amb el cognom matern.
Va morir el 29 de desembre de 1863, a la seva residència. Va ser enterrada al cementiri de Sant Isidre de Madrid, en un panteó de pedra obra de Francisco Bellver y Collazos.